# Beta Federatie
De Beta Federatie is een samenwerkingsverband van Nederlandse natuurwetenschappelijke beroepsverenigingen dat in 1986 werd opgericht. 
De deelnemende verenigingen zijn: 
- KIvI - Koninklijk Instituut van Ingenieurs
- KLV - Koninklijke Landbouwkundige Vereniging
- KNCV - Koninklijke Nederlandse Chemische Vereniging
- KNGMG - Koninklijk Nederlands Geologisch Mijnbouwkundig Genootschap
- KNMP - Koninklijke Nederlandse Maatschappij ter Bevordering der Pharmacie
- NAC - Nederlandse Astronomenclub
- NGI - Nederlands Genootschap voor Informatica
- NIBI - Nederlands Instituut voor Biologie
- NIRIA - Nederlandse Ingenieursvereniging
- NNV - Nederlandse Natuurkundige Vereniging
- NVON - Nederlandse Vereniging voor het Onderwijs in Natuurwetenschappen
- NVvW - Nederlandse Vereniging van Wiskundeleraren
- VeDoTech - Vereniging voor Docenten Techniek
- VVS - Vereniging voor de Statistiek
- KWG - Koninklijk Wiskundig Genootschap